# Caspar Jakob Huth
Caspar Jakob Huth (* 25. Dezember 1711 in Frankfurt am Main; † 14. September 1760 in Erlangen) war ein deutscher evangelischer Theologe und Hochschullehrer.

## Leben
Caspar David Huth war der Sohn des Kaufmanns Friedrich Wilhelm Huth.
Er bekam anfangs Privatunterricht durch Hauslehrer im Elternhaus und besuchte von 1717 bis 1729 die Schule und das Gymnasium in Frankfurt am Main. Während seiner Kindheit besuchte er seinen Großvater in Gonzenheim, der dort Prediger war. Als dieser zum Beginn eines Gottesdienstes nicht rechtzeitig in der Kirche erschien, sprach Caspar David Huth, zur Verwunderung der Gemeinde, einige Gebete und den Segen.
Im Wintersemester 1729/30 schrieb er sich zum Studium der Philologie, Philosophie und Theologie an der Universität Jena ein.
Am 3. August 1735 erhielt er den Magister phil. und das Recht in Jena Vorlesungen zu halten; darauf hielt er Kollegien über Rhetorik, Poetik, Exegese und Homiletik an der Universität ab.
Die Universität Erlangen berief ihn am 1. Oktober 1743 zum dritten Professor der Theologie, dort bekam er am 4. November 1743 die Doktorwürde in Theologie zugesprochen, damit verbunden war seine Ernennung zum Universitätsprediger am 25. Januar 1744, ein Doppelamt, das er an der neu errichteten Universität als erster innehatte.
Am 30. Oktober 1748 wurde er zum ordentlichen zweiten Professor der Theologie, sowie mit dem damit verbundenen Amt zum Pfarrer der Altstadt und zum Scholarchen an den Gymnasien in Bayreuth und Erlangen ernannt. Er führte ausgeprägte Konfirmationsfeiern in Franken ein und wurde auch als der fränkische lutherus redivivus ("der wiedererstandene Luther") des 18. Jahrhunderts genannt.
Einen Ruf als erster Professor der Theologie an die Universität Rinteln lehnte er 1749 ab, hierdurch erhielt er zwar finanzielle Vorteile, allerdings nicht die von ihm gewünschte Ernennung zum Kirchenrat.
in den Jahren 1746, 1750, 1754 und 1759/1760 war er Prorektor der Universität Erlangen.
Caspar David Huth war seit 1751 mit Mariana Ursula Hofmann verheiratet; die  Ehe blieb kinderlos. Er verstarb frühzeitig an Auszehrung.

## Mitgliedschaften
- 1732 war Caspar Jakob Huth Senior der Teutschen Gesellschaft in Jena, die 1728 als Filiale der Leipziger Muttergesellschaft gegründet worden war.
- Am 18. April 1755 wurde er Mitbegründer und Vorsitzender der Teutschen Gesellschaft in Erlangen, die nach dem Vorbild des Pegnesischen Blumenordens gegründet worden war.

## Schriften (Auswahl)
- Des Freyherrn von Leibnitz kleinere philosophische Schriften, ehedem von Heinr. Köhler teutsch übersetzt, nun auf das neue übersehen. Jena 1740.
- Nachricht von der Einweihung, und dem gegenwärtigen Zustand der Friedrichs Universität Erlangen. 1743.
- Programm Schilo Bethlehemitanus sceptro ablato et judice Israelis depresso egressurus. Erlangen 1748.
- Spiritus novi Testamenti ex baptismo Christi, non Johannis. Erlangen 1748.
- Duplicia gratiae post militiam expletam, Esaiae XL, 2: Commentatio pentecost. Erlangen 1749.
- Programm Immanuel butyro vesciturus ac mele. Erlangen 1750.
- Mysterium Redemtionis ex theologia Iobi, Hiob XXXIII, 23. 24. Erlangen 1754.
- Programm Christus exinanitus, ad Phil. II. 5–8. Erlangen 1756.
- Thränen der Busse, bey der 50 jährigen Heimsuchung Gottes durchs Feuer, am 10. Sonntag nach Trinit. 1756 zur Gedächtniß der Feuersbrunst, wodurch den 14. August 1706 die ganze Altstadt Erlangen im Rauch aufgegangen, geprediget. Erlangen 1756.
- Christus exaltatus: Phil. II., 9–11. Erlangen 1757.
- Semen mvlieris in throno Davidis: II. Sam. VII. 11–16. Erlangen 1757.
- Oratio solemnis, qua auspicatissimas nuptias Friederici Marggravii Brandenburgi et Sophiae Carolinae, Ducis Brunsvicensis etc. devotissima pietate celebravit Academia Fridericiana. Erlangen 1759.
- Spiritvs Sanctvs Christi in his terris vicarius, Ioh. XIV. 16. Erlangen 1759.